# Rangum (região)
Rangum (em birmanês: Yangon) é uma região da Birmânia (ou Mianmar), cuja capital é Rangum. Segundo censo de 2019, havia 8 203 832 habitantes.